# Universidade do Colorado em Boulder
Universidade do Colorado em Boulder (em inglês: University of Colorado at Boulder) é uma universidade pública estadunidense situada em Boulder, no estado do Colorado, nos Estados Unidos. É a universidade emblemática do sistema Universidade do Colorado e foi fundada cinco meses antes do Colorado ser admitido na União em 1876.
A universidade foi fundada em 1876. Foi nela que foi criado um novo estado da matéria, o Condensado de Bose-Einstein.
Com o domínio esportivo, os Colorados Buffaloes defendem as cores (prateado e dourado) da Universidade do Colorado - Boulder. O mascote da universidade é o Ralphie, um bisonte.
De acordo com a National Science Foundation, a universidade gastou 514 milhões de dólares em pesquisa e desenvolvimento em 2018, ocupando o 50º lugar no país.